# Giulio Crosti
Giulio Crosti (Dronero, 19 novembre 1907 – Roma, 20 maggio 1985) è stato un giornalista e scrittore italiano.

## Biografia
Giulio Crosti è noto soprattutto per la sua attività di giornalista sportivo, oltre che di scrittore. Nato nelle montagne del Cuneese e amante del mare, tanto che - non appena possibile - si recava a nuotare sulla Riviera di Levante. Ha studiato medicina a Vienna senza terminare gli studi. Ha giocato come calciatore nel campionato austriaco nel W.A.C. Il 7 maggio 1946 si sposa con Dea Crapparini. Dagli anni '30 fino agli anni '80 fu un noto cronista sportivo de La Stampa e - successivamente - de l’Unità.
Nel 1944 collaborò con il giornalista Deodato Foà (partigiano nella III brigata Asti) nel giornale partigiano La Gazzetta Piemontese, dove nel primo numero, uscito il 24 ottobre 1944, si può leggere un lungo editoriale a firma G. C. intitolato "Sono arrivati i nostri ragazzi" all'interno della cronaca di Alba. Dal 1952 inizia una collaborazione con una rubrica nel Pioniere di Gianni Rodari e Dina Rinaldi dedicata sia alle discipline sportive, come a racconti. Parallelamente dà alle stampe numerosi libri sempre di carattere sportivo.
Giulio Crosti inizia l'attività di giornalista sportivo con Giuseppe Ambrosini e Vittorio Pozzo negli anni '30, come inviato speciale sportivo de La Stampa. Nel 1951 si trasferisce a l'Unità e dal 1952 inizia una collaborazione anche con la rivista Pioniere e - dal 1963 - con Il Pioniere dell'Unità, dove nei primi anni si firmerà con gli pseudonimi Toniot, Vinci e Zabo. Saltuariamente ha collaborato anche con La via del Piemonte (settimanale di informazione regionale) dove nel 1957 un suo articolo venne premiato col premio per il giornalismo spostivo CONI-USSI. Lo stesso premio lo vincerà sei anni dopo con un altro articolo pubblicato su Paese Sera.
Muore a Roma nel maggio 1985.

## Pubblicazioni
- Giulio Crosti, Il sole nelle vene (romanzo), Milano, Tarantola, 1946.
- Giulio Crosti, Impara a nuotare, Milano, Sperling & Kupfer, 1964.
- Giulio Crosti, Da Olimpia a Città del Messico, Società Editrice Morano, 1968, ISBN 2560732157260.
- Giulio Crosti, Gimondi, Motta e C, Società Editrice Morano, 1968.
- Giulio Crosti, Bottecchia, Compagnia Editoriale, 1977.
- Giulio Crosti, Gino Bartali, Compagnia Editoriale, 1978, ISBN 2560888017708.

## Premi e riconoscimenti
- Nel 1957 vince il premio CONI-USSI, il più autorevole riconoscimento nel settore del giornalismo sportivo, con un articolo apparso ne La via del Piemonte.[6]
- Nel 1963 vince - per la seconda volta - il premio CONI-USSI con un articolo apparso su Paese Sera.[6]